# Kildeer (Illinois)
Kildeer est un village du comté de Lake dans l'Illinois, aux États-Unis,. Situé au sud du comté, il est incorporé le 16 septembre 1960.

## Démographie
Lors du recensement de 2010, le village comptait une population de 3 968 habitants. Elle est estimée, en 2016, à 4 049 habitants.

## Source de la traduction
- (en) Cet article est partiellement ou en totalité issu de l’article de Wikipédia en anglais intitulé « Kildeer, Illinois » (voir la liste des auteurs).